# Le Monde
Le Monde è un quotidiano francese fondato da Hubert Beuve-Méry nel 1944 a Parigi; ha la particolarità di essere pubblicato nel primo pomeriggio con la data del giorno successivo.

## Storia

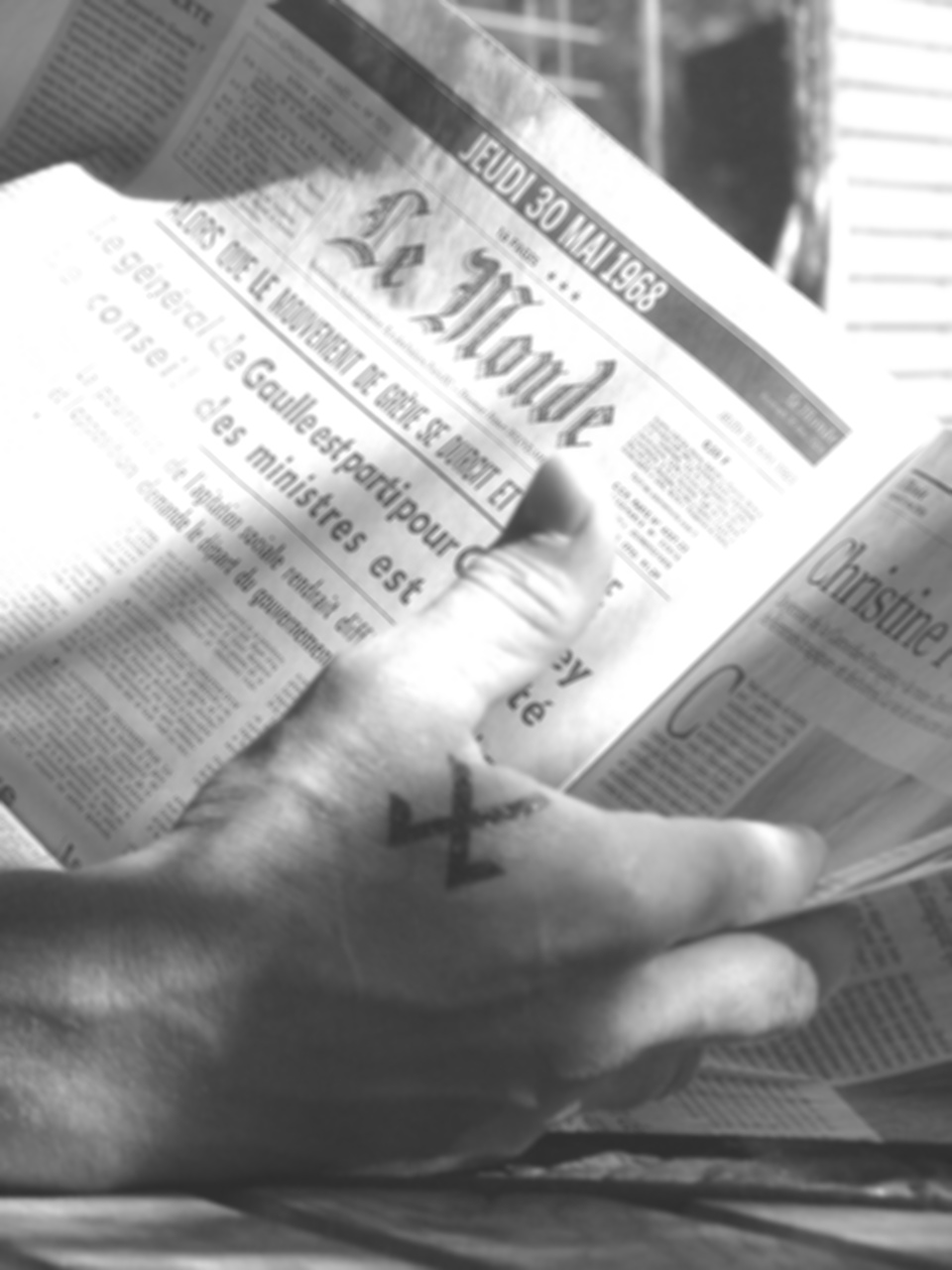
Le Monde del 30 maggio 1968.

Il primo numero uscì il 19 dicembre del 1944. Il giornale intende essere il continuatore del quotidiano Le Temps ("Il Tempo"), di cui riprende il formato e la presentazione grafica. Il generale de Gaulle ne fu uno dei promotori, e Hubert Beuve-Méry creò una società a responsabilità limitata con un capitale di 200 000 franchi distribuiti in 200 azioni.
Il pubblico di riferimento del giornale è quello della medio borghesia francese, oltre agli intellettuali cattolici e di sinistra, che potevano pagare i 3 franchi del prezzo di copertina, quasi il doppio del costo degli altri quotidiani.
Pian piano la linea editoriale di Beuve-Mèry si discosta da quella governativa, diventando critica e irriverente. Il nuovo stile piace ai francesi, che apprezzano anche le scelte antiamericane del direttore, ma non incontra il favore dei politici che spingono per un cambio di rotta. Le continue pressioni porteranno Beuve-Méry a rassegnare le dimissioni il 27 aprile 1951. La redazione però protesta, e riesce ad ottenere il reintegro del direttore e la sua successiva conferma da parte dell'assemblea dei soci. La direzione di Hubert Beuve-Méry termina nel 1969.
A succedergli è Jacques Fauvet, scelto dallo stesso Beuve-Méry. Si tratta però di anni di crisi per l'editoria, causata dall'aumento del costo della carta e dalla diminuzione degli introiti pubblicitari. A peggiorare la situazione anche l'ingresso in scena della televisione. Inizia un lento declino economico del quotidiano, che culminerà nell'ingresso in capitale di 12.000 lettori come azionisti.
Dal 1985, la prima pagina del Monde contiene una vignetta, generalmente illustrata da Plantu.
Nel gennaio 1991 Le Monde vede l'arrivo del suo primo direttore non giornalista: si tratta dell'economista Jacques Lesourne, che riesce in parte a rimettere in sesto la situazione economica del giornale. A far uscire il giornale dalla crisi è Jean-Marie Colombani, nuovo direttore dal 1994, ancora in carica.
Le Monde è presente su internet dal 19 dicembre 1995 con il sito lemonde.fr. Gli articoli sono consultabili gratuitamente in modalità testuale tutti i giorni a partire da mezzogiorno. La versione digitale del quotidiano (identica al formato cartaceo) è accessibile solo dopo due settimane, mentre una lettura completa dell'archivio può essere fatta solo a pagamento.
Il 15 gennaio 2001 Le Monde viene rilanciato, rinnovato nella grafica: meno austero, il quotidiano dedica ora uno spazio maggiore allo sport, alla finanza e all'Unione europea. Aumentate anche il numero di fotografie che accompagnano gli articoli anche in copertina, fino a quel momento "regno" esclusivo delle vignette di Plantu.
Il 22 maggio la Società dei redattori ha rifiutato di avallare i conti 2007 e il progetto di bilancio per il 2008. Ufficialmente la ragione è che il gruppo editoriale si è indebitato troppo per voler acquisire interamente i giornali Publications de la Vie Catholique e Midi libre e comprare una partecipazione nel Nouvel Observateur. Le perdite del 2007 ammontano a 10 milioni di euro, mentre i debiti hanno raggiunto i 150 milioni. Il direttore del quotidiano, Jean-Marie Colombani, sfiduciato, è stato quindi sostituito.
Al suo posto è stato nominato un collegio di tre direttori: Eric Fottorino, Pierre Jeantet e Bruno Patino. Per rimettere a posto i conti del gruppo, la prima decisione dei tre è stata la dismissione di Midi Libre. I tre direttori hanno proposto di valorizzare il sito internet (2 milioni di euro di attivo nel 2006 e 3,2 nel 2007, contro i conti in rosso del quotidiano cartaceo), ma sono incappati nel "no" della Società dei redattori. Il 19 dicembre il collegio ha rassegnato le dimissioni perché "impossibilitato ad esercitare le proprie responsabilità".
Alain Minc, presidente del Consiglio di sorveglianza (l'assemblea degli azionisti), sfiduciato dalla Società dei redattori, si è detto pronto "a chiedere un amministratore giudiziario come vuole la legge".
Nel 2010 il quotidiano è stato rilevato da una cordata formata da Pierre Bergé, noto imprenditore francese nell'alta moda, Xavier Niel e Matthieu Pigasse. Nel 2018 l'industriale ceco Kretinsky entra nel capitale sociale, rilevando il 49% della quota di Pigasse.

## Linea editoriale
Orientato politicamente verso il centro-sinistra, il giornale è controllato dai suoi stessi giornalisti, che detengono la quota di maggioranza del gruppo editoriale attraverso la Società dei redattori. L'assemblea degli azionisti è chiamata "Consiglio di sorveglianza".
Le Monde è il quotidiano francese più citato dai media. Sintetico e con un basso numero di pagine (soprattutto se confrontato ai giornali italiani), è molto rigoroso nella descrizione dei fatti di politica francese ed internazionale, e contiene numerosi articoli di analisi e di opinioni. Il giornale è anche celebre per le sue inchieste sulle derive del potere (buoni esempi sono quelle riguardanti alcuni aspetti della politica di Mitterrand e Pasqua).
La qualità dei suoi articoli è stata contestata nel 2003 da un libro intitolato La face cachée du Monde ("Il volto nascosto di Le Monde", molto venduto in Francia), in cui gli autori Pierre Péan e Philippe Cohen hanno criticato l'obiettività degli articoli ed hanno svelato l'esistenza di legami finanziari che avrebbero alterato la neutralità del giornale.
Il libro stigmatizzava anche l'operato dei tre uomini che contano nel gruppo editoriale:
- Jean-Marie Colombani, direttore e presidente del gruppo editoriale;
- Alain Minc, presidente del Consiglio di sorveglianza (l'assemblea degli azionisti);
- Edwy Plenel, caporedattore.

I tre erano accusati di usare Le Monde per entrare nei palazzi del potere. Il libro fece molto scalpore. Colombani decise di correre ai ripari ed il 7 novembre 2005 Le Monde uscì con una nuova veste grafica (con caratteri più grandi) ed una nuova linea editoriale, più precisa e rigorosa nella descrizione dei fatti.

## Assetto proprietario
Alla data del 2019 la società editrice del quotidiano, Société éditrice du Monde, è controllata da due raggruppamenti: 
1. il Pôle d’indépendance, con il 25 per cento del capitale (ne fanno parte gli azionisti storici, i lettori, giornalisti e i dipendenti del gruppo);
2. Le Monde Libre, che controlla il 75 per cento. Il gruppo spagnolo PRISA possiede il 20 per cento di Le Monde Libre, mentre il restante 80 è diviso equamente fra tre soggetti: Njj di Xavier Niel, Le Nouveau Monde di Mathieu Pigasse e Daniel Kretinsky (al primo il 51%, al secondo il 49%) e Berlys Media[3].

## Diffusione
I dati sulla diffusione di Le Monde sono presi da Diffusion Contrôle
| Testata  | 1999    | 2000    | 2001    | 2002    | 2003    | 2004    |
| Le Monde | 390 840 | 392 772 | 405 983 | 407 085 | 389 249 | 380 803 |

## Direttori
- Hubert Beuve-Méry (1944-1969)
- Jacques Fauvet (1969-1982)
- André Laurens (1982-1985)
- André Fontaine (1985-1991)
- Jacques Lesourne (1991-1994)
- Jean-Marie Colombani (1994-2007)
- Eric Fottorino, direttore del quotidiano cartaceo (2007-2011)
- Erik Izraelewicz (2011 - novembre 2012)
- Alain Frachon (ad interim), dal 1º dicembre 2012
- Natalie Nougayrède (marzo 2013 - 14 maggio 2014)
- Gilles van Kote (ad interim dal 28 maggio 2014)